# Ewing (Illinois)
Pour les articles homonymes, voir Ewing.
Ewing est un village du comté de Franklin dans l'Illinois, aux États-Unis,. Situé au Nord du comté, il est incorporé le 16 juin 1892.

## Démographie
Lors du recensement de 2010, le village comptait une population de 307 habitants. Elle est estimée, en 2016, à 302 habitants.

## Source de la traduction
- (en) Cet article est partiellement ou en totalité issu de l’article de Wikipédia en anglais intitulé « Ewing, Illinois » (voir la liste des auteurs).